# Benjamin Biolay
Benjamin Biolay (Villefranche-sur-Saône, 20 de janeiro de 1973) é um cantor, compositor, multi-instrumentista, arranjador e produtor francês, mais conhecido por suas colaborações com os cantores Henri Salvador, Keren Ann, Coralie Clément (sua irmã mais nova) e Heather Nova, entre outros. Foi casado com a actriz Chiara Mastroianni, com quem teve uma filha.
Comparado por muitos a Serge Gainsbourg, Biolay é tido como um dos principais expoentes da nouvelle chanson, nome dado a um novo género de música francesa que reinventa a tradição da chanson, adicionando-lhe elementos de pop, rock e música electrónica.

## Biografia
Nascido em Villefranche-sur-Saône, cidade próxima de Lyon, Benjamin Biolay teve desde cedo contacto com a música, visto que seu pai, um clarinetista amador, levou-o a ter aulas de violino e posteriormente de tuba e de trombone. Nenhum desses instrumentos, porém, lhe despertou grande interesse, devido em parte ao facto de propiciarem pouco glamour, e também devido à quadratura do ensino nos conservatórios de música.
Posteriormente viu, no contacto com a música pop através da MTV, o gosto pela guitarra, que aprende a tocar sozinho, executando principalmente canções do rock internacional da época. Até então Biolay pouco se interessava pela música francesa, sendo Serge Gainsbourg uma das raras excepções, muito em especial pelo disco Histoire de Melody Nelson; por outro lado, a descoberta do Álbum Branco dos Beatles foi, segundo ele, o factor determinante para a sua decisão de ser cantor.
Depois da adolescência e de fazer parte de alguns grupos de rock, nenhum deles de grande sucesso, Biolay parte para uma carreira a solo e em 1996 assina contrato com a editora EMI. Mas os seus dois primeiros singles, "La révolution", de 1997, e "Le jour viendra", de 1998, não chamam a atenção do grande público e o próprio cantor confessa-se insatisfeito com os resultados.
Em 1999 encontra-se pela primeira vez com a cantora Keren Ann, iniciando uma parceria que resultaria em quatro canções para o disco Chambre Avec Vue, de Henri Salvador, incluindo-se entre elas o grande sucesso Jardin d'hiver. A dupla também assinaria todo os temas dos dois primeiros discos de Keren Ann, La Biographie de Luka Philipsen e La Disparition.
Com o sucesso de Chambre Avec Vue e o crescente interesse do público por La Biographie de Luka Philipsen, Biolay finalmente tem condições em 2001 para lançar o seu primeiro disco individual, Rose Kennedy. É um álbum conceptual, onde todas as canções dizem respeito à história da família Kennedy, ainda que sejam poucas claras ou directas as referências a qualquer um dos seus elementos. Mas a temática do disco e as influências do jazz, deixam à vista a inequívoca obsessão de Biolay pela cultura norte-americana.
Em 2002 casa-se com a actriz francesa Chiara Mastroianni, filha dos actores Catherine Deneuve e Marcello Mastroianni.
Em 2003, o ano seguinte nasceria Anna, a primeira filha do casal. Também nesse ano é lançado o duplo álbum Négatif, considerado mais sombrio que o seu antecessor, com alusões à música ambientalista de Brian Eno. O disco conta com as participações de sua irmã Coralie Clément, de Chiara Mastroianni e de Jo Stevens. Nesse ano, durante uma viagem de automóvel, Biolay e Mastroianni têm a ideia de gravar um disco para se ouvir na estrada, como uma banda-sonora para o road movie do próprio ouvinte.
O resultado é o álbum Home lançado um ano depois, em 2004, com uma sonoridade já mais próxima do folk. Quase um mês depois é lançada a música do filme Clara Et Moi, composta quase só por Benjamin Biolay, alternando entre os formatos de canção e instrumental.
Em 2005 Benjamin divorcia-se de Chiara e lança o disco À l'origine, no qual se observa uma maior aproximação ao rock, evidenciando um retorno às suas origens, segundo a opinião de uns quantos. O disco conta com as participações de Françoise Hardy e Michel Becquet, mas é mesmo assim um dos seus trabalhos mais pessoais.
O álbum de estúdio Trash Yéyé foi lançado em Setembro de 2007.
Em 2009 lança o duplo CD La Superbe, o qual é extremamente bem sucedido.
Em 2012 lança o álbum Vengeance, com a participação de artistas como Vanessa Paradis e Carl Barât.

## Discografia

### Álbuns
- 2001 - Rose Kennedy
- 2003 - Négatif
- 2004 - Home (em duo com Chiara Mastroianni)
- 2004 - Clara et moi (trilha sonora)
- 2005 - À l'origine
- 2007 - Trash Yéyé
- 2009 - La Superbe
- 2011 - Pourquoi tu pleures? (trilha sonora)
- 2012 - Vengeance

### Singles, EPs e outros
- 1997 - La Révolution (single)
- 1998 - Le Jour Viendra (single)
- 2001 - Remix EP
- 2002 - Live au Casino de Paris (promocional)
- 2011 - Best of (coletânea)